# Ерней (комуна)
Ерней (рум. Ernei) — комуна у повіті Муреш в Румунії. До складу комуни входять такі села (дані про населення за 2002 рік):
- Ікланд (330 осіб)
- Думбревіоара (1648 осіб)
- Ерней (1980 осіб) — адміністративний центр комуни
- Келушері (625 осіб)
- Секерень (237 осіб)
- Синджеру-де-Педуре (399 осіб)

Комуна розташована на відстані 266 км на північний захід від Бухареста, 9 км на північний схід від Тиргу-Муреша, 81 км на схід від Клуж-Напоки, 129 км на північний захід від Брашова.

## Населення
За даними перепису населення 2002 року у комуні проживали 5219 осіб.
Національний склад населення комуни:
| Національність | Кількість осіб | Відсоток |
| -------------- | -------------- | -------- |
| угорці         | 4328           | 82,9%    |
| цигани         | 485            | 9,3%     |
| румуни         | 405            | 7,8%     |
| українці       | 1              | < 0,1%   |

Рідною мовою назвали:
| Мова                  | Кількість осіб | Відсоток |
| --------------------- | -------------- | -------- |
| угорська              | 4426           | 84,8%    |
| румунська             | 422            | 8,1%     |
| циганська             | 370            | 7,1%     |
| не вказали рідну мову | 1              | < 0,1%   |

Склад населення комуни за віросповіданням:
| Релігія            | Кількість осіб | Відсоток |
| ------------------ | -------------- | -------- |
| реформати          | 2617           | 50,1%    |
| римо-католики      | 1388           | 26,6%    |
| православні        | 652            | 12,5%    |
| унітарії           | 340            | 6,5%     |
| не релігійні       | 56             | 1,1%     |
| п'ятдесятники      | 26             | 0,5%     |
| греко-католики     | 15             | 0,3%     |
| адвентисти         | 12             | 0,2%     |
| бретрени           | 5              | 0,1%     |
| старообрядці       | 1              | < 0,1%   |
| лютерани           | 1              | < 0,1%   |
| не вказали релігію | 10             | 0,2%     |